# CF 몬테레이
클럽 데 풋볼 몬테레이(Club de Fútbol Monterrey) 또는 CF 몬테레이(CF Monterrey)는 멕시코의 축구 클럽으로 누에보레온주 몬테레이를 연고로 한다. 과달루페에 위치한 에스타디오 BBVA 반코메르를 홈 구장으로 사용한다.
CF 몬테레이는 현존하는 멕시코 북부 지방의 프로축구 팀 가운데 가장 오래된 역사를 갖고 있으며 홈 경기 때 입는 유니폼의 색깔 때문에 "라야도스"("Rayados", 스페인어로 "단 하나의 줄무늬"라는 뜻)라는 별칭으로도 부른다. 누에보레온주 몬테레이를 연고로 하는 축구 클럽 티그레스 데 라 UANL과 라이벌 관계에 있다.

## 주요 성적

### 멕시코 국내 대회
- 멕시코 프리메라 디비시온: 우승 3회 (멕시코 1986, 2003 하계 리그, 2009 동계 리그), 준우승 3회 (1992-93, 2004 동계 리그, 2005 동계 리그)
- 멕시코 세군다 디비시온: 우승 2회 (1956, 1960)
- 코파 멕시코: 우승 1회 (1991), 준우승 2회 (1964, 1969)
- 캄페온 데 캄페오네스: 준우승 1회 (2003)
- 인테르리가: 우승 1회 (2010)

### 국제 대회
- CONCACAF 챔피언스리그: 우승 4회 (2010-11, 2011-12, 2012-13, 2019)
- CONCACAF 컵위너스컵: 우승 1회 (1993)

## 선수 명단

### 현역
참고: FIFA 자격 규정에 따라 소속된 국가대표팀 국기를 표시합니다. 선수는 복수의 FIFA 비회원국 국적을 가지고 있을 수 있습니다.
| 번호 | 포지션 | 국적 | 이름              |
| ---- | ------ | ---- | ----------------- |
| 1    | GK     |      | 에스테반 안드라다 |
| 7    | FW     |      | 게르만 베르테라메 |
| 9    | FW     |      | 브랜든 바즈퀘즈   |
| 10   | MF     |      | 세르히오 카날레스 |

| 번호 | 포지션 | 국적     | 이름              |
| ---- | ------ | -------- | ----------------- |
| 20   | DF     |          | 세바스티안 베가스 |
| 30   | MF     |          | 호르헤 로드리게스 |
| 33   | DF     | 콜롬비아 | 스테판 메디나     |

## 역대 감독
| 감독              | 임기       |
| ----------------- | ---------- |
| 페르난도 리에라   | 1975~1976  |
| 페르난도 리에라   | 1977~1978  |
| 페르난도 리에라   | 1988~1989  |
| 베니토 플로로     | 1999 ~2001 |
| 다니엘 파사레야   | 2002~2004  |
| 미겔 에레라       | 2004~2007  |
| 리카르도 라볼페   | 2008       |
| 디에고 알론소     | 2018~2019  |
| 하비에르 아기레   | 2021~2022  |
| 마르틴 데미첼리스 | 2024~      |